# Willi Homeier
Willi Homeier (* 28. September 1922 in Golmkau, Kreis Danziger Höhe; † 30. Mai 1987 in Hildesheim) war ein deutscher Politiker (GB/BHE, FDP) und Mitglied des Niedersächsischen Landtages.

## Leben
Homeier besuchte das städtische Gymnasium in Danzig. Er wurde als Junglehrer nach Posen verpflichtet und legte seine Prüfung als Bewerber für den Lehramtsberuf ab. Am 13. Juli 1940 beantragte er die Aufnahme in die NSDAP und wurde zum 1. September desselben Jahres aufgenommen (Mitgliedsnummer 7.747.714). Nachdem er den Arbeitsdienst abgeleistet hatte, war er Kriegsoffizierbewerber an der Kriegsfront auf dem Gebiet der Sowjetunion. Nach einer schweren Verwundung in Stalingrad wurde er 1943 als dienstuntauglich aus der Wehrmacht entlassen. Da er sich danach als Jugendführer engagiert hatte, wurde er nach Ende des Zweiten Weltkrieges für zwei Jahre interniert. 
Nach der Entlassung wurde Homeier Gründungsmitglied der Deutschen Jugend des Ostens, wirkte von 1952 bis 1956 als deren Landesgeschäftsführer, 1956 bis 1962 als niedersächsischer Landesführer und schließlich 1956 bis 1961 stellvertretender Bundesführer. Er war Jugendreferent des Bundes der Vertriebenen (BdV) und deren Wohnungsbaureferent. Für den niedersächsischen Landesverband des BdV bekleidete er ab dem Jahr 1961 das Amt es stellvertretenden Landesvorsitzenden und das Amt des Vorsitzenden der Wohnungsunternehmen. Schließlich wurde er im Jahr 1963 BdV-Präsidialmitglied.
Vom 6. Mai 1955 bis 20. Juni 1970 war er Mitglied des Niedersächsischen Landtages (3. bis 6. Wahlperiode), zunächst für den Gesamtdeutschen Block/Bund der Heimatvertriebenen und Entrechteten. Vom 26. Mai 1955 bis 5. Mai 1959 betätigte er sich als Schriftführer des Niedersächsischen Landtages, zudem war er vom 12. Mai 1959 bis 11. Dezember 1961 Vizepräsident des Niedersächsischen Landtages. Ab 11. Dezember 1961 wurde er Mitglied der FDP-Fraktion und in der Folge Mitglied des niedersächsischen FDP-Landesvorstandes. Vom 26. Juni 1967 bis 1. Juli 1968 war er stellvertretender Vorsitzender der FDP-Landtagsfraktion. Der Landtag wählte ihn zum Mitglied der fünften Bundesversammlung, die 1969 Gustav Heinemann zum Bundespräsidenten wählte.
Homeier war verheiratet und hatte drei Kinder.